# Когнитивная терапия
Когнити́вная терапи́я (англ. cognitive therapy), или когнитивная психотерапия, — распространённая форма психотерапии, основанная на предположении, что в основе психологических проблем, а порой и психических расстройств человека лежат ошибки мышления, и направленная на изменение нелогичных или нецелесообразных мыслей и убеждений человека, а также дисфункциональных стереотипов его мышления и восприятия. В ходе когнитивной терапии пациент учится решать проблемы и находить выходы из ситуаций, прежде казавшихся ему непреодолимыми, при этом он переосмысливает и корректирует своё мышление. Когнитивный терапевт помогает пациенту учиться мыслить и действовать более реалистично и адаптивно, тем самым устраняя беспокоящие его симптомы.
Когнитивная терапия представляет собой директивный, структурированный, ориентированный на мишени подход, основанный на когнитивной модели тех или иных психических расстройств или дисфункционального поведения и объединяющий в себе множество техник — собственных и позаимствованных у других психотерапевтических подходов: гештальт-терапии, психодрамы, поведенческой и клиент-центрированной терапии. Для когнитивной терапии характерны тщательная экспериментальная проверка всех теоретических построений, на которых основаны её терапевтические принципы, и тщательная оценка её эффективности.
От психоаналитической терапии когнитивную терапию отличает, в частности, то, что её содержание определяется проблемами «здесь и сейчас». Когнитивные терапевты, в отличие от психоаналитиков, не придают большого значения детским воспоминаниям пациента (если только они не помогают прояснить текущие наблюдения); главное для когнитивного терапевта — исследовать, что думает и что чувствует пациент во время психотерапевтической сессии и в перерывах между сессиями. От поведенческой терапии когнитивную психотерапию отличает большее внимание к внутреннему (психическому) опыту пациента, его мыслям, чувствам, желаниям, фантазиям и установкам.
Когнитивной терапии присуща высокая эффективность при самых различных психических расстройствах, подтверждённая многими исследованиями. Для каждой нозологической группы в рамках когнитивной терапии существует психологическая модель, позволяющая описать специфику нарушений, и для каждой нозологической группы описаны мишени, этапы и техники психотерапии. При этом когнитивная терапия характеризуется краткосрочностью (от 20—30 сессий) и экономичностью, что выгодно отличает её от психоанализа. Даже при глубоких проблемах количество сессий не очень велико, и лечение при глубоких проблемах может занимать год-два, а не несколько лет, как в психоанализе. Тем не менее, хотя существует распространённое мнение о приземлённости и утилитарности когнитивной терапии, в действительности ей свойственна экзистенциальная ориентация, что проявляется в направленности на выяснение и анализ глубинных представлений человека о мире.
Когнитивную терапию можно применять в самых разных условиях — амбулаторных и клинических — и применять в различных формах: возможны такие её варианты, как индивидуальная когнитивная терапия, групповая, супружеская или семейная. Когнитивная терапия может быть краткосрочной (например, 15—20 сеансов при тревожных расстройствах) или долгосрочной (например, при личностных расстройствах — 1—2 года).
Основу когнитивной терапии в 1960-х годах заложили труды Аарона Бека, также давшие толчок развитию когнитивного подхода в психологии. Когнитивная терапия широко признана в научном сообществе. На основе когнитивной терапии и поведенческой терапии была разработана комплексная когнитивно-поведенческая терапия, в настоящее время имеющая очень широкое применение в клинической практике.
Очень близкой к когнитивной терапии является рационально-эмоциональная терапия Альберта Эллиса. В некоторых источниках терапия Бека и терапия Эллиса рассматриваются как два подвида когнитивной терапии. Также к когнитивной терапии относят когнитивно-поведенческую модификацию Дональда Мейхенбаума, мультимодальную терапию Арнольда Лазаруса. Когнитивная терапия может применяться для работы с группами пациентов (см. групповая психотерапия) и в качестве варианта семейной терапии.

## История
В области философии предпосылками к возникновению когнитивной терапии стали, по утверждению методологов когнитивной терапии, следующие учения:
1. Учение поздних стоиков (Эпиктет, Сенека, Цицерон, Марк Аврелий), заявлявших, что значительную роль в возникновении душевного дискомфорта и тоски играют субъективное мнение и суждения разума (Сенека в письме к Луцилию утверждал: «Всё зависит от субъективного мнения… Мы страдаем благодаря нашим мнениям…»).
2. Дедуктивная техника ведения диалога, описанная Сократом.
3. Учение Фрэнсиса Бэкона об ограниченности человеческого разума и о свойственных человеческому мышлению искажениях.
4. Рационалистическое учение Спинозы, согласно которому эмоции являются производными мышления и чувство можно изменить, если видоизменить связанное с ним убеждение.

В области психологии основаниями когнитивной терапии являются теории переработки информации человеком, особенно когнитивные теории эмоций, показавшие роль когнитивных переменных в возникновении эмоций разного знака и модальностей.
Основателем когнитивной терапии является Аарон Бек. Бек первоначально получил психоаналитическую подготовку, но, разочаровавшись в психоанализе, создал собственную теорию депрессии и новый метод лечения аффективных расстройств, который и получил название когнитивной терапии.
Её основные положения он сформулировал независимо от Альберта Эллиса, разработавшего в 50-е годы похожий метод рационально-эмоциональной психотерапии. Различия между теориями Эллиса и Бека состояли в том, что Эллис был склонен искать универсальные для всех эмоциональных расстройств содержательные характеристики когнитивных процессов, а Бек попытался дифференцировать различные эмоциональные состояния на основе когнитивного содержания. По мнению Эллиса, его подход также в большей степени, чем когнитивная терапия, делает упор на эмоционально-воспоминательно-(эвокативно-) эмпирические способы. Кроме этого, в модели Эллиса первоначальное восприятие раздражителя и автоматических мыслей не обсуждается и не подвергается сомнению. Психотерапевт не обсуждает достоверность, а только выясняет, как пациент оценивает раздражитель; таким образом, основной акцент делается на оценке раздражителя, в отличие от подхода Бека. Но в целом бо́льшая конкретность, целенаправленность и индивидуализированность подхода Бека привела к тому, что именно ему отводится ведущая роль в разработке данного направления в психотерапии.
Основные труды Бека: «Когнитивная терапия и эмоциональные расстройства» (1976), «Когнитивная терапия депрессии» (1979), «Когнитивная терапия личностных расстройств» (1990). В предисловии к первой монографии «Когнитивная терапия и эмоциональные расстройства» Бек заявляет о своём подходе как о принципиально новом, отличном от других ведущих школ, посвятивших себя изучению и лечению эмоциональных нарушений: традиционной психиатрии, психоанализа и поведенческой терапии. Эти школы, по мнению Бека, несмотря на существенные различия между собой, разделяют общее фундаментальное допущение: пациента терзают скрытые силы, над которыми он не властен; источник расстройства пациента лежит вне его сознания. С точки зрения Бека, ведущие школы мало обращали внимания на сознательные понятия, конкретные мысли и фантазии, то есть когниции; его же новый подход — когнитивная терапия — предполагает, что к эмоциональным расстройствам можно подойти совершенно другим путём: ключ к пониманию и решению психологических проблем находится в самом сознании пациента.
С самого своего появления когнитивная терапия оказалась в конфронтации с психоаналитическими направлениями в психотерапии, но быстро завоевала авторитет в академических кругах. К достоинствам когнитивной терапии относятся: наличие естественнонаучного фундамента — наличие собственной психологической теории нормального развития и факторов возникновения психической патологии; наличие психологических моделей, описывающих специфику нарушений для каждой нозологической группы, этапы и техники терапии; краткосрочность терапии (в отличие, например, от психоанализа) — от 20—30 сеансов; наличие интегрирующего потенциала, заложенного в теоретических схемах (экзистенциально-гуманистическая направленность, объектные отношения, поведенческий тренинг и прочее).

## Цели когнитивной терапии
Выделяют пять целей когнитивной терапии:
1. Уменьшение или полное устранение симптомов расстройства.
2. Снижение вероятности возникновения рецидива после завершения лечения.
3. Повышение эффективности фармакотерапии.
4. Решение психосоциальных проблем пациента (которые могут либо быть следствием психического расстройства, либо предшествовать его появлению).
5. Устранение причин, способствующих развитию психопатологии: изменение дезадаптивных убеждений и паттернов, коррекция когнитивных ошибок, изменение дисфункционального поведения.

## Задачи в процессе лечения
В процессе лечения психотерапевт помогает пациенту решить следующие практические задачи:
1. Осознать влияние мыслей на эмоции и поведение.
2. Научиться выявлять негативные автоматические мысли и наблюдать за ними.
3. Исследовать негативные автоматические мысли и аргументы, поддерживающие и опровергающие их («за» и «против»).
4. Заменить ошибочные когниции на более рациональные мысли.
5. Обнаружить и изменить дезадаптивные убеждения, формирующие благоприятную почву для возникновения когнитивных ошибок.

Из указанных задач первая, как правило, решается уже в процессе первой (диагностической) сессии. Для решения остальных четырёх задач используются специальные техники, описанные ниже.

## Основные теоретические положения
Теоретической основой для когнитивной терапии служит когнитивная модель, первоначально построенная Аароном Беком в ходе исследований, проведённых для объяснения психологических процессов при депрессии. Эта модель представляет собой систему убеждений (установок) человека, разделённых на три уровня:
- Автоматические мысли.
- Промежуточные убеждения.
- Глубинные убеждения (корневые установки, базовые убеждения).

В 2014 году было предложено расширение этой модели, названное «общей когнитивной моделью» (англ. Generic Cognitive Model — GCM). GCM представляет собой усовершенствованную модель Бека, построенную с учётом дополнительного предположения, что психические расстройства можно различать по характеру лежащих в их основе дисфункциональных убеждений. GCM включает концептуальные основы и клинический подход к пониманию общих психических процессов психических расстройств, используемые при определении специфических особенностей конкретных расстройств.
1. Способ интерпретации индивидом ситуаций, внешних событий определяет его поведение и чувства. Способ интерпретации реализуется по следующей схеме: внешние события (стимулы) → когнитивная модель человека → интерпретация (мысли) → аффект (или поведение). Реакция когнитивной модели на стимул, выбор реализации конкретных схем реагирования на событие определяется не только характеристиками стимула и содержанием модели, но и состоянием субъекта, физическим, психическим, в том числе эмоциональным, уровнем его психического напряжения. Существенное расхождение интерпретации внешних событий субъектом и их реальных характеристик может лежать в основе психической патологии.
2. В основе аффективной патологии может лежать сильное преувеличение эмоций по отношению к нормальному уровню реакции, возникающее вследствие неправильной интерпретации под действием многих факторов (см. пункт 3). Центральный из них — «частные владения» (личное пространство, англ. personal domain), в центре которых, в свою очередь, находится Эго: эмоциональные нарушения зависят от того, воспринимает человек события как обогащающие, как истощающие, как угрожающие или как посягающие на его владения. Примеры:
  - Печаль возникает в результате утраты чего-либо ценного, то есть лишения частного владения.
  - Эйфория — ощущение или ожидание приобретения.
  - Тревога — угроза физиологическому или психологическому благополучию.
  - Гнев является следствием ощущения прямого нападения (намеренного или непреднамеренного) либо нарушения законов, моральных норм или стандартов данного индивида.
3. Индивидуальные различия. Они зависят от биологической предрасположенности (конституциональный фактор) и прошлого травматического опыта (например, ситуация длительного пребывания в замкнутом пространстве), который может внести изменения в когнитивную модель, снижающие её адекватность. Е. Т. Соколова предложила концепцию дифференциальной диагностики и психотерапии двух видов депрессий, основанную на интеграции когнитивной терапии и психоаналитической теории объектных отношений:
  - Перфекционистская меланхолия (возникает у т. н. «автономной личности», по Беку). Провоцируется фрустрацией, потребностью в самоутверждении, достижении, автономии. Следствие: развитие компенсаторной структуры «Грандиозного Я». Т. о., здесь речь идёт о нарциссической личностной организации. Стратегия психотерапевтической работы: «контейнирование» (бережное отношение к обострённому самолюбию, уязвлённой гордости и чувству стыда).
  - Анаклитическая депрессия (возникает у т. н. «социотропной личности», по Беку). Связана с эмоциональной депривацией. Следствие: неустойчивые шаблоны межличностных отношений, где эмоциональное избегание, изоляция и «эмоциональная тупость» сменяются сверхзависимостью и эмоциональным прилипанием к Другому. Стратегия психотерапевтической работы: «холдинг» (эмоциональное «до-питывание»).
4. Деятельность когнитивной организации зависит от состояния человека, уровня его психического напряжения в момент воздействия стимула. Так, под воздействием стресса адекватность (эффективность) функционирования когнитивной модели может снизиться и могут начать проявляться экстремистские[прояснить] суждения, проблемное мышление, нарушения концентрации внимания и другие проблемы, в свою очередь способные зафиксироваться в памяти как части когнитивной системы и привести к дальнейшему снижению её возможностей противодействовать стрессовым ситуациям.
5. Психопатологические синдромы (депрессия, тревожные расстройства и проч.) состоят из гиперактивных схем с уникальным содержанием, характеризующих тот или иной синдром. Примеры: депрессия — утрата, тревожное расстройство — угроза или опасность и т. п.
6. Напряжённое взаимодействие с другими людьми порождает замкнутый круг неадаптивных когниций. Страдающая депрессией жена, неверно трактуя фрустрацию мужа («Мне всё равно, она мне не нужна…» вместо реальной «Я ничем не могу ей помочь»), приписывает ей негативный смысл, продолжает негативно думать о себе и своих отношениях с мужем, отстраняется, и, как следствие, её неадаптивные когниции ещё более усиливаются.

## Ключевые понятия
1. Схемы. Это когнитивные образования, части когнитивной системы, включающие глубинные мировоззренческие установки человека по отношению к самому себе и окружающему миру, систему убеждений и зафиксированные в его памяти, имплицитной и эксплицитной её составляющих, определяющие его актуальное восприятие и категоризацию и тем самым организующие опыт и поведение. Схемы могут быть:
  - Адаптивными/неадаптивными. Пример дезадаптивной схемы: «все мужчины — сволочи» или «все женщины — стервы». Разумеется, такие схемы не соответствуют действительности и являются чрезмерным обобщением, однако подобная жизненная позиция (установка) может нанести урон прежде всего самому человеку, создав ему трудности в общении с противоположным полом, поскольку подсознательно он будет заранее негативно настроен, и собеседник это может понять и обидеться.
  - Позитивными/негативными.
  - Идиосинкразическими/универсальными. Пример: депрессия — неадаптивные, негативные, идиосинкразические.
2. Автоматические мысли. Это мысли, протекающие в голове настолько быстро, что они не успевают отразиться в словах внутреннего диалога, который ведёт человек при принятии решений. Таким образом, по своим характеристикам автоматическая мысль является объектом имплицитной памяти[13][14]. Несмотря на быстроту прохождения, такие мысли успевают вызвать эмоции и воздействуют на процесс принятия решений, то есть являются автоматически исполняемыми объектами процедурной памяти. Обычно автоматизируются часто повторявшиеся ранее или важные для человека мысли. К таким мыслям относятся, например, имеющие место при взаимодействии с другими людьми: детьми, родителями, супругами, другими родственниками, начальниками, коллегами по работе и т. д. После завершения процесса «автоматизации» мозг больше не занимается обдумыванием мысли, а мгновенно извлекает из памяти (эмоциональной и процедурной) связанные с ней чувства и/или схемы (образы) действий, возникавшие и совершавшиеся в предыдущем опыте. Подобная «автоматизация» может быть полезной, когда необходимо быстро принять решение, но может навредить, если автоматизировалась неправильная или нелогичная мысль. Поэтому в число задач когнитивной терапии входит распознавание таких мыслей, возвращение их из подсознания (процедурной памяти) автоматических реакций в область медленного словесного переосмысления, с тем чтобы при использовании правильных контраргументов удалить неверные суждения и перезаписать эти мысли в виде корректных альтернатив, с адекватными эмоциями и схемами действий. Основные характеристики автоматических мыслей:
  - Рефлекторность.
  - Свёрнутость и сжатость.
  - Неподвластность сознательному контролю.
  - Быстротечность.
  - Персевераторность и стереотипность. После того как мысли автоматизировались, они в большей степени являются не следствием размышлений и рассуждений, а автоматически срабатываемыми объектами памяти, мгновенно вызывающими чувства и/или действия, хотя субъективно они воспринимаются обоснованными (при том что окружающим представляются нелепыми или даже противоречат очевидным фактам). Примеры: «Если я не получу оценку „хорошо“ на экзамене, я умру, мир вокруг меня разрушится, после этого я не смогу ничего сделать, я окончательно стану полным ничтожеством», «Я разрушила жизнь своих детей разводом», «Всё, что я делаю, я делаю некачественно, поэтому я отказываюсь от любых сложных дел».
3. Когнитивные ошибки. Это сверхвалентные и аффективно-заряженные схемы, непосредственно вызывающие когнитивные искажения. Они характерны для всех психопатологических синдромов. Виды:
  - Произвольные умозаключения — извлечение выводов в отсутствие подтверждающих фактов или даже при наличии фактов, противоречащих заключению.
  - Сверхобобщение — умозаключения, основанные на единичном эпизоде, с последующей их генерализацией.
  - Избирательное абстрагирование — фокусирование внимания индивида на каких-либо деталях ситуации с игнорированием всех остальных её особенностей.
  - Преувеличение и преуменьшение — противоположные оценки самого себя, ситуаций и событий. Субъект преувеличивает сложность ситуации, одновременно преуменьшая свои возможности с ней справиться.
  - Персонализация — отношение индивида к внешним событиям как к имеющим к нему отношение, когда этого нет на самом деле.
  - Дихотомичное мышление («чёрно-белое» мышление, или максимализм) — причисление себя или какого-либо события к одному из двух полюсов, положительному или отрицательному (в абсолютных оценках). Например: «Если я не стану миллионером или знаменитостью, то я — полное ничтожество, и вся моя жизнь будет прожита зря». В психодинамическом ключе данный феномен можно квалифицировать как защитный механизм расщепления, что свидетельствует о «диффузности самоидентичности».
  - Долженствование — чрезмерное фокусирование на «я должен» поступать или чувствовать определённым образом, без оценки реальных последствий такого поведения или альтернативных вариантов. Часто возникает из-за навязанных в прошлом стандартов поведения и схем мышления.
  - Предсказывание — индивид считает, что может точно предсказать будущие последствия определённых событий, хотя он не знает или не учитывает всех факторов, не может правильно определить их влияние.
  - Чтение мыслей — индивид считает, будто точно знает, что по этому поводу думают другие люди, хотя его предположения не всегда соответствуют реальности.
  - Наклеивание ярлыков — ассоциирование себя или других с определёнными шаблонами поведения или негативными типажами.
4. Когнитивные содержания («темы»), соответствующие тому или иному виду психопатологии (см. ниже).

## Показания к применению
Когнитивная терапия эффективна в лечении очень широкого спектра заболеваний — в частности, она может применяться при униполярной депрессии, повышенной тревожности, генерализованном тревожном расстройстве, паническом расстройстве, ипохондрическом расстройстве, посттравматическом стрессовом расстройстве, обсессивно-компульсивном расстройстве, фобиях всех видов, расстройствах приёма пищи (в том числе нервной анорексии), мигренях, тревожности, возникающей во время публичных выступлений, при лечении приступов гнева, хронических болей, при личностных расстройствах, антисоциальном поведении. Также когнитивная терапия эффективна при работе с семьями, в которых существуют эмоциональные проблемы, при работе с алкоголиками и наркоманами (в частности, её можно применять в дополнение к традиционным методам при лечении пристрастия к героину), эффективна при наличии психологических проблем у спортсменов.
В сочетании с приёмом медикаментов когнитивная терапия может успешно применяться при лечении биполярного аффективного расстройства и шизофрении. Так, сочетание когнитивной терапии и фармакотерапии эффективно при лечении галлюцинаций у лиц с шизофренией, а также может использоваться для того, чтобы помочь им регулировать их причудливое мышление и поведение. Когнитивно-поведенческая терапия (КПТ) при шизофрении может способствовать смягчению симптомов и улучшению связанных с ними аспектов — самоуважения, социального функционирования и осознания своего состояния; снижению дистресса, испытываемого пациентами, страдающими психозом, и улучшению качества их жизни.
Когнитивная терапия считается очень значимым методом лечения депрессии. На основе исследований эффективности терапии депрессии протокол NICE (National Institute for Health and Care Excellence — Национальный институт здоровья и клинического совершенствования) в 2004 году рекомендовал при депрессии лёгкой степени методом выбора считать КПТ; при депрессии умеренной степени — фармакотерапию антидепрессантами или (на выбор клиентов) КПТ; при депрессии выраженной степени тяжести, а также при хронической и рекуррентной депрессии применять сочетание терапии антидепрессантами и КПТ. При фармакорезистентной депрессии наряду с возможностями той или иной замены психофармакологических препаратов было рекомендовано применять как вариант добавление КПТ к фармакотерапии.
Некоторые разновидности депрессии — в частности, психотическая депрессия и меланхолия — относительно плохо поддаются лечению при помощи когнитивной терапии, если она используется в качестве единственного метода воздействия; тем не менее, согласно результатам исследований, те виды депрессии, которые нельзя вылечить только когнитивной терапией или только антидепрессантами, лучше поддаются лечению, если применять сочетание обоих этих методов.
Доказана также эффективность когнитивной терапии при лечении ряда хронических соматических состояний, таких как боль в пояснице, колит, гипертония и синдром хронической усталости.
Когнитивная терапия успешно используется в работе со школьниками, с людьми, отбывающими наказание в местах лишения свободы, и представителями многих других категорий населения. Её используют применительно к пациентам самых разных возрастных групп, включая дошкольников и пожилых людей.

## Когнитивная теория психопатологии

### Депрессия
Депрессия — это преувеличенное и хроническое переживание реальной или гипотетической утраты. Когнитивная триада депрессии:
- Негативные представления о себе: «Я неполноценен, я неудачник как минимум!», то есть негативная самооценка.
- Негативная оценка окружающего мира и внешних событий: «Мир беспощаден ко мне! Почему именно на меня всё это наваливается?».
- Негативная оценка будущего. «А что тут говорить? У меня просто нет будущего!».

Кроме того, при депрессии могут наблюдаться повышенная зависимость, паралич воли, суицидальные мысли, соматический симптомокомплекс. На базе депрессивных схем формируются соответствующие автоматические мысли и имеют место когнитивные ошибки практически всех видов. Темы:
- Фиксированность на реальной или мнимой утрате (смерть близких, крушение отношений, потеря самоуважения и проч.).
- Негативное отношение к себе и окружающим, пессимистическая оценка будущего.
- Тирания долженствования.

### Тревожно-фобические расстройства
Тревожное расстройство — это преувеличенное и хроническое переживание реальной или гипотетической опасности или угрозы. Фобия — преувеличенное и хроническое переживание страха. Пример: страх утраты контроля (например, перед своим организмом, как в случае страха заболеть). Клаустрофобия — боязнь замкнутых пространств; механизм (и при агорафобии): страх того, что в случае опасности помощь может не подойти вовремя. Темы:
- Предвосхищение отрицательных событий в будущем, т. н. «антиципация всевозможных несчастий». При агорафобии: страх умереть или обезуметь.
- Расхождение между уровнем притязаний и убеждённостью в собственной некомпетентности («Я должен получить оценку „отлично“ на экзамене, но ведь я же неудачник, ничего не знаю, ничего не понимаю»).
- Опасение потерять поддержку.
- Устойчивое представление о неизбежном провале в попытке наладить межличностные отношения, оказаться униженным, осмеянным или отвергнутым.

### Перфекционизм
Перфекционизм очень тесно связан с депрессией, но не с анаклитической (той, которая возникает из-за утраты или потери), а с той разновидностью депрессии, которая сопряжена с фрустрацией потребности в самоутверждении, достижении и автономии (смотри выше).
Основные особенности:
- Высокие стандарты.
- Мышление в терминах «всё или ничего» (или полный успех, или фиаско).
- Концентрация на неудачах.
- Ригидность.

### Посттравматическое стрессовое расстройство
Доказана эффективность применения когнитивной терапии и при посттравматическом стрессовом расстройстве (ПТСР). Так, при применении когнитивной терапии у женщин, переживших тяжёлый стресс, клиническое улучшение наблюдалось у 85 % пациенток и, в частности, проявлялось значительным снижением показателей по шкале депрессии — даже у тех женщин, кто испытал стресс в детском возрасте.
ПТСР — тяжёлое психическое состояние, которое возникает в результате единичной или повторяющихся психотравмирующих ситуаций. Для ПТСР характерна группа симптомов, таких как психопатологические переживания, избегание либо выпадение памяти о травмирующих событиях и высокий уровень тревожности.
Внешнее событие — стимул, вызывающий срабатывание схем ПТСР и приступ у больного, — называется триггером. Чаще всего триггер является частью травмирующего переживания — плач ребёнка, шум машины, нахождение на высоте, изображение, текст, телепередача и др.
Автоматические мысли в случае ПТСР являются следствием активации травматического воспоминания, которое включает воспоминание о факте травмы, являющееся объектом эпизодической памяти, и тесно связанные с ним эмоциональную, визуальную, когнитивную и физическую (ощущения тела) составляющие. Эти составляющие образуют, по мнению Ф. Шапиро, болезненный след в памяти, «оторвавшийся», частично изолированный, легко вызываемый и «мгновенно» активизируемый триггером, но труднодоступный для исцеляющего воздействия объект памяти, содержание которого не переработано информационно-перерабатывающей системой, обеспечивающей самоисцеление в психотравматических ситуациях.

## Психотерапевтические взаимоотношения
Для рабочего альянса терапевта и пациента при когнитивной терапии характерна своя специфика — А. Бек называл её «эмпирическим сотрудничеством». Пациенту и терапевту следует работать вместе над представлением убеждений пациента в виде гипотез, проверкой их валидности и поиском альтернативы этим убеждениям в случаях, когда они эмпирически не подтверждаются.
Пациент и терапевт должны прийти к соглашению о том, над какой проблемой им предстоит работать. Именно решение проблем, а не изменение личностных характеристик или недостатков пациента должно быть целью терапии. Терапевт должен обладать большой эмпатией, быть естественным и конгруэнтным (принципы, взятые из гуманистической психотерапии); обладать искренностью, теплотой, высокой степенью активности и директивности. Принципы:
- Психотерапевт и пациент сотрудничают при экспериментальной проверке ошибочного дезадаптивного мышления. Пример: пациент: «Когда я иду по улице, на меня все оборачиваются», терапевт: «Попробуйте нормально пройтись по улице и посчитать, сколько человек обернулось на вас». Обычно такая автоматическая мысль не совпадает с реальностью. Содержание: есть гипотеза, она должна быть проверена эмпирическим путём. Однако иногда утверждения некоторых психически больных, будто на улице все на них оборачиваются, смотрят и обсуждают, действительно имеют под собой реальную фактическую основу: всё дело в том, как душевнобольной выглядит и как он себя ведёт. Если человек тихо сам с собой разговаривает, беспричинно смеётся, либо, наоборот, не отрываясь глядит в одну точку, не смотрит по сторонам вообще, либо со страхом оглядывается на окружающих, — такой человек непременно привлечёт к себе внимание. На него действительно будут оборачиваться, смотреть и обсуждать — лишь потому, что прохожим интересно, отчего он так себя ведёт. В этой ситуации терапевт может помочь пациенту понять, что интерес окружающих вызван его же необычным поведением, и объяснить человеку, как надо себя вести на людях, чтобы не привлекать излишнего внимания.
- Психотерапевт ведёт с пациентом так называемый «сократический диалог», то есть задаёт серию вопросов, имеющих следующие цели:
  1. Прояснить или определить проблемы.
  2. Помочь в идентификации мыслей, образов, ощущений.
  3. Исследовать смысл событий для пациента.
  4. Оценить последствия сохранения неадаптивных мыслей и видов поведения.
- Направленное познание: терапевт-гид поощряет пациентов обращаться к фактам, оценивать вероятность, собирать информацию и подвергать всё это проверке.

## Техники и методики
Когнитивная терапия в видении Бека — это структурированное обучение, эксперимент, тренировки в ментальном и поведенческом планах, призванные помочь пациенту овладеть следующими операциями:
- Обнаруживать свои негативные автоматические мысли.
- Находить связь между знаниями, аффектами и поведением.
- Находить факты «за» и «против» автоматических мыслей.
- Подыскивать более реалистичные интерпретации для них.
- Научить выявлять и изменять дезорганизующие убеждения, ведущие к искажению навыков и опыта.

Методы выявления и корректировки автоматических мыслей:
1. Записывание мыслей. Терапевт может попросить пациента самого записать на бумаге, какие мысли у него возникают в голове, когда он пытается сделать нужное действие или не делать ненужное действие. Мысли, приходящие в голову в момент принятия решения, желательно записывать строго в порядке их очерёдности (эта очерёдность важна, поскольку укажет на вес и важность этих мотивов в принятии решения). Также можно спросить самого пациента, какой из перечисленных мотивов, мешающих выполнению правильного действия, он считает для себя наиболее важным? Обычно это будет мысль, возникающая первой, и на её исправлении необходимо сосредоточить основные усилия.
2. Когнитивная репетиция. Пациент воспроизводит в воображении ситуацию, вызывающую негативные эмоции, одновременно наблюдая за возникающими в голове автоматическими мыслями. При этом он проговаривает вслух и события, и возникающие в связи с ними автоматические мысли. Результаты этого воспроизведения фиксируются в специальном дневнике[2].
3. Дневник мыслей. Многие специалисты когнитивной терапии предлагают своим пациентам кратко записывать свои мысли в дневник в течение нескольких дней, чтобы понять, о чём человек чаще всего думает, сколько времени на это тратит и насколько сильные эмоции испытывает от своих мыслей[25]. Например, американский психолог Матью Маккей рекомендовал своим пациентам разбить страницу в дневнике на три колонки, где нужно указывать кратко саму мысль, потраченные на неё часы времени и оценку своих эмоций по 100-балльной шкале в диапазоне между: «очень приятно/интересно» — «безразлично» — «очень неприятно/угнетающе»[25]. Ценность такого дневника ещё и в том, что иногда даже сам пациент не всегда может точно указать причину своих переживаний, в таком случае дневник помогает и ему самому и его терапевту выяснить, какие мысли влияют на его самочувствие в течение дня.
4. Отдаление. Суть этого этапа состоит в том, что пациент должен принять объективную позицию по отношению к собственным мыслям, то есть отдалиться от них. Отстранение подразумевает 3 компонента:
  - осознание автоматичности «плохой» мысли, её самопроизвольности, понимание того, что данная схема возникла ранее при иных обстоятельствах или была навязана другими людьми извне;
  - осознание того, что «плохая» мысль неадаптивна, то есть вызывает страдание, страх или разочарование;
  - возникновение сомнения в истинности этой неадаптивной мысли, понимание того, что данная схема не соответствует новым требованиям или новой ситуации (например, мысль «Быть счастливым — значит быть во всём первым», сформированная у отличника в школе, может привести к разочарованию, если ему не удаётся стать первым в университете).
5. Выявление искажений в автоматических мыслях. Способы:
  - Найти аргументы «за» и «против» автоматических мыслей[2]. Эти аргументы также желательно записать на бумагу, чтобы пациент мог перечитывать её всякий раз, когда ему вновь приходят в голову эти мысли. Если человек будет часто это делать, то постепенно мозг запомнит «правильные» аргументы и удалит из быстрой памяти «неправильные» мотивы и решения. Очень важно при этом, чтобы пациент был действительно согласен с предлагаемыми аргументами и не испытывал внутренних возражений либо ощущения противоречия своему прошлому опыту. Могут применяться техники «колонок»: пациент заполняет специально разграфлённый на несколько колонок лист, в первой колонке которого описывает проблемную ситуацию, во второй отмечает возникшее в этой ситуации чувство (например, тревога, тоска или раздражение), в третьей — возникшие в данной ситуации автоматические мысли, в четвёртой — аргументы, подтверждающие эти мысли, в пятой — аргументы против (то есть опровергающие и автоматические мысли, и те доводы, которые эти мысли подтверждают)[2].
  - Взвешивать достоинства и недостатки каждого варианта. Здесь также необходимо учитывать долговременную перспективу, а не только сиюминутную выгоду (например, в долговременной перспективе проблемы от наркотиков многократно превысят временное удовольствие).
  - Построение эксперимента для проверки суждения.
  - Пациенту предлагается представить, как он посмотрел бы на ситуацию, не будь он в тревоге/панике; либо как посмотрели бы на ту же ситуацию другие люди; либо что он сказал бы, если бы в той же ситуации оказался бы его друг[2].
  - Разговор со свидетелями прошлых событий. Это особенно актуально при тех психических расстройствах, где память иногда искажается и подменяется фантазиями (например, при шизофрении), или если заблуждение вызвано неверной интерпретацией мотивов другого человека.
  - Терапевт обращается к своему опыту, к художественной и академической литературе, статистике.
  - Терапевт уличает: указывает на логические ошибки и противоречия в суждениях пациента и обучает пациента обнаружению и исправлению такого рода алогизмов. Для этого могут применяться, например, следующие техники[2]:
    - «Шкалирование» — техника, при которой достигается смягчение крайностей «поляризации» в суждениях пациента при помощи введения градуальности.
    - Реатрибуция — техника, при которой представление пациента об ответственности за те или иные действия и их результаты подвергается пересмотру, в результате чего пациент обучается более взвешенному представлению о вкладе различных внешних и внутренних факторов в случившееся.
    - Намеренное преувеличение — какая-либо идея пациента доводится до крайности и даже до абсурда, что приводит к переоценке дисфункционального умозаключения.
    - Подсчёт вероятности самого худшего варианта развития событий и вероятности того, что этот вариант не произойдёт.
6. Децентрация. При социофобии пациенты чувствуют себя в центре всеобщего внимания и страдают от этого. Здесь также необходима эмпирическая проверка этих автоматических мыслей.
7. Декатастрофикация. При тревожных расстройствах. Терапевт: «Давайте посмотрим, что было бы, если бы…», «Как долго вы будете испытывать подобные негативные ощущения?», «Что будет потом? Вы умрёте? Мир разрушится? Это испортит вашу карьеру? Ваши близкие откажутся от вас?» и т. п. Пациент понимает, что всё имеет временные рамки, и автоматическая мысль «этот ужас никогда не кончится» исчезает.
8. Целенаправленное повторение. Проигрывание желаемого поведения, многократное опробование различных позитивных инструкций на практике, что ведёт к усилению самоэффективности. Иногда пациент вполне согласен с правильными аргументами во время психотерапии, но быстро забывает их после сеанса и вновь возвращается к предыдущим «неправильным» доводам, поскольку они многократно записаны у него в памяти, хоть он и понимает их нелогичность. В таком случае правильные аргументы лучше записать на бумагу и регулярно перечитывать. При этом нужно следить, чтобы повторения каждый раз вызывали у пациента позитивные мысли и чувства, чтобы не возникало противоречий на сознательном или подсознательном (несловесном) уровне, чтобы такие противоречия не вызывали нежелательных чувств. Иначе повторение неубедительных аргументов приведёт к повторению противоречивых мыслей и эмоций в сознании у пациента, отчего у него могут усилиться связи с контраргументами и нежелательными чувствами, и повторения в таком случае только приведут к противоположному результату.
9. Использование воображения. У тревожных пациентов преобладают не столько «автоматические мысли», сколько «навязчивые образы», то есть дезадаптирует скорее не мышление, а воображение (фантазия). Виды:
  - Методика прекращения: громкая команда себе «прекратить!» — негативный образ мышления или воображения прекращается. Это также бывает эффективным для остановки навязчивых мыслей при некоторых психических заболеваниях.
  - Методика повторения: повторить несколько раз правильный образ мышления, чтобы разрушить сформировавшийся стереотип.
  - Метафоры, притчи, стихи: терапевт использует такие примеры, чтобы объяснение было более понятным.
  - Модифицирующее воображение: пациент активно и постепенно меняет образ от негативного к более нейтральному и даже позитивному, тем самым понимая возможности своего самосознания и сознательного контроля. Обычно даже после тяжёлой неудачи можно найти хоть что-то положительное в произошедшем (например, «я получил хороший урок») и сконцентрироваться на этом.
  - Позитивное воображение: положительный образ заменяет отрицательный и оказывает релаксирующее действие.
  - Конструктивное воображение (десензитизация): пациент ранжирует вероятность ожидаемого события, что приводит к тому, что прогноз лишается своей глобальности и неизбежности.
10. Замена эмоций. Иногда пациенту следует примириться со своим прошлым негативным опытом и изменить свои эмоции на более адекватные. Например, жертве преступления иногда будет лучше не прокручивать в памяти детали произошедшего, а сказать себе: «Очень жаль, что это произошло со мной, но я не дам своим обидчикам испортить мне ещё и весь остаток моей жизни, я буду жить настоящим и будущим, а не постоянно оглядываться на прошлое». Следует заменить эмоции обиды, злобы и ненависти на более мягкие и адекватные, которые позволят комфортнее построить свою дальнейшую жизнь.
11. Смена ролей. Попросить пациента представить, что он пытается утешить друга, оказавшегося в подобной ситуации. Что ему можно было бы сказать? Что посоветовать? Какой совет самый любимый человек мог бы вам дать в такой ситуации?
12. Переоценка ценностей. Часто причиной депрессии являются несбыточные желания или чрезмерно завышенные требования. В таком случае терапевт может помочь пациенту взвесить цену достижения цели и цену проблемы и решить, стоит ли бороться дальше или будет разумнее вообще отказаться от достижения этой цели, отбросить неисполнимое желание, отложить, уменьшить запросы, поставить перед собой для начала более реалистические задачи, попытаться более комфортно устроиться с тем, что есть, или найти что-то замещающее. Это актуально в тех случаях, когда цена решения проблемы выше, чем страдания от самой проблемы. Однако в других случаях, возможно, будет лучше напрячься и решить проблему, особенно если откладывание решения только усугубляет ситуацию и доставляет человеку всё больше страданий.
13. Откладывание. Если пациент не в состоянии отказаться от своих несбыточных целей и желаний, но мысли о них бесполезно расходуют его время и доставляют ему проблемы, то можно предложить пациенту отложить эти цели и мысли о них на длительный срок до наступления какого-либо события, которое сделает его несбыточную сегодня мечту более достижимой. Например, если пациент имеет какую-то псевдо-изобретательскую идею, но не может её реализовать сегодня и ни за что не хочет от неё отказываться, а только бесполезно тратит время и силы, то можно попробовать предложить ему хотя бы отложить осуществление и обдумывание этой идеи до пенсионного возраста, когда у него будет больше свободного времени и денег. Это «откладывание» может потом значительно смягчить удар от осознания нереальности его псевдо-изобретения.
14. План действий на будущее. Пациент и терапевт совместно разрабатывают для пациента реалистический «план действий» на будущее с конкретными условиями, действиями и сроками выполнения, записывают этот план на бумагу. Например, если случится катастрофическое событие, то пациент будет выполнять некоторую последовательность действий в обозначенное для этого время, а до того, как данное событие случится, пациент не будет терзать себя понапрасну переживаниями.
15. Выявление альтернативных причин поведения. Если все «правильные» аргументы изложены и пациент с ними согласен, но продолжает думать или действовать явно нелогичным образом, то следует поискать альтернативные причины такого поведения, о которых сам пациент не подозревает или предпочитает умалчивать. Например, при навязчивых мыслях сам процесс обдумывания часто приносит человеку большое удовлетворение и облегчение, поскольку позволяет хотя бы мысленно вообразить себя «героем» или «спасителем», разрешить в фантазиях все проблемы, наказать в мечтах врагов, исправить в придуманном мире свои ошибки и т. д. Поэтому человек снова и снова прокручивает такие мысли уже не ради реального решения, а ради самого процесса обдумывания и удовлетворения, постепенно этот процесс затягивает человека всё глубже, как своего рода наркотик, хоть человек и понимает нереальность и нелогичность такого мышления.

К наиболее распространённым техникам когнитивной терапии относятся также:
1. Разделение проблемы, представляющей значительные трудности для пациента, на меньшие части, что облегчит решение этой проблемы.
2. Планирование и отслеживание видов деятельности.
3. Упражнения на релаксацию.
4. Техники отвлечения и переключения внимания.
5. Техника последовательного приближения — составление иерархии сложных заданий и последовательное осуществление каждого из них, что позволяет пациенту постепенно приблизиться к цели.
6. Составление списка выполненных пациентом похвальных дел.
7. Выявление преимуществ и недостатков тех или иных мыслей, убеждений, поступков, преимуществ и недостатков того или иного варианта действий при принятии решения.

В особо тяжёлых случаях иррациональное и нелогичное поведение может оказаться признаком серьёзного невыявленного психического расстройства (например, обсессивно-компульсивного расстройства или шизофрении), тогда одной психотерапии может быть недостаточно, и может потребоваться вмешательство психиатра.

## Специальные техники и методики при психических расстройствах
Существуют специфические методы когнитивной терапии, применяемые только при определённых видах тяжёлых психических расстройств в дополнение к лечению лекарствами.

#### Обсессивно-компульсивное расстройство
Американский психиатр Джеффри Шварц разработал специальную методику «четырёх шагов», которая позволяет пациенту сопротивляться обсессивно-компульсивному расстройству (ОКР), изменяя или упрощая процедуру «ритуалов» и навязчивых мыслей, сводя их к минимуму. Основа методики — осознание пациентом болезни и пошаговое сопротивление её симптомам. По этой методике сначала необходимо объяснить больному, какие из его опасений оправданы, а какие вызваны ОКР. Потом провести между ними черту и объяснить больному, как в той или иной ситуации повёл бы себя здоровый человек (лучше, если примером послужит человек, представляющий авторитет для больного). Конкретные шаги описаны так:
- Поменять названия: переосмыслить и запомнить, что навязчивые желания и мысли — это результат ОКР, а не настоящая надобность. Например, говорить себе: «Я не думаю, что мои руки всегда грязные и нуждаются в непрерывном мытьё. Это моя болезнь заставляет меня непрерывно мыть руки».
- Понять причину: причиной ОКР является разбалансировка нейромедиаторов в мозге, заставляющая человека «застревать» в определённом действии, но эту разбалансировку можно исправить психотерапией, поскольку, в отличие от машины, человек сам может менять работу своего мозга переобучением (т. н. «нейропластичность»).[27]
- Изменить сосредоточение: при первых появлениях навязчивости заняться чем-то другим, тем, что отвлекает от этого вредного действия. Сначала можно попробовать установить некоторое время задержки, прежде чем заниматься навязчивостью (15 минут). Записывать в журнал успешные попытки и мысли, которые помогли остановить навязчивость.
- Переоценка: посмотреть на себя и свои мысли со стороны, чтобы понять незначительность и малоценность навязчивых мыслей и действий. Например, можно представить себя «бесстрастным зрителем» спектакля.

Как дополнительный приём также может использоваться метод «остановки мысли». Этот метод состоит из 5 шагов:
1. Составить список навязчивых мыслей, реально оценить их вероятность, полезность и альтернативы.
2. Представить себе ситуацию, в которой обычно появляется навязчивая или тревожная мысль, остановить навязчивость в этой воображаемой ситуации.
3. Команда себе «Стоп» после возникновения этой навязчивой мысли или действия уже в реальной ситуации.
4. Отдавать себе команду «Стоп» как можно раньше, не после начала навязчивого действия или обдумывания, а уже при самых первых признаках появления желания снова подумать об этом.
5. Заменить негативные и тревожные мысли успокаивающими и позитивными утверждениями или образами.

Иногда пациенту может быть полезно записать на бумагу контраргументы о том, как ему вредят навязчивые мысли, как он бесполезно расходует на них своё драгоценное время, что у него есть более важные дела, что навязчивые мечтания становятся для него своеобразным наркотиком, рассеивают его внимание и ухудшают память, что эти навязчивости могут привести к проблемам в семье, на работе, вызвать насмешки окружающих, и т. д. Потом регулярно перечитывать эту бумагу и постараться запомнить наизусть.

#### Шизофрения
При шизофрении пациенты иногда начинают вести мысленные диалоги с воображаемыми образами людей или потусторонних существ (т. н. «голоса»). Терапевт в данном случае может постараться объяснить пациенту, страдающему шизофренией, что тот беседует не с реальными людьми или существами, а с созданными им художественными образами этих существ, думая по очереди то за себя, то за такого персонажа. Постепенно мозг «автоматизирует» этот процесс и начинает выдавать фразы, подходящие придуманному персонажу в данной ситуации, автоматически, даже без сознательного запроса. Можно попытаться объяснить пациенту, что разговоры с придуманными персонажами иногда ведут также и психически здоровые люди, но сознательно, когда хотят предугадать реакцию другого человека на определённое событие (к примеру, это может облегчать писателю процесс написания книги, если он думает по очереди сразу за нескольких персонажей). Однако в таком случае нормальный человек хорошо понимает, что имеет дело с вымышленным образом, поэтому он его не боится и не обращается с ним как с реальным существом. Мозг здоровых людей не придаёт значения таким персонажам как чему-то реальному и потому не автоматизирует вымышленные разговоры с ними. Другой пример — разница между фотографией и живым человеком: фотографию можно спокойно спрятать в стол и забыть о ней, в случае же, если бы это был живой человек, с ним так поступить было бы нельзя. Когда человек, страдающий шизофренией, поймёт и поверит, что его персонаж — всего лишь плод его воображения, он тоже будет придавать меньше важности таким разговорам и станет реже вызывать этот образ из памяти.
Кроме того, при шизофрении пациент иногда начинает многократно ментально прокручивать фантазийный образ или сюжет, постепенно такие фантазии глубоко записываются в память, обогащаются реалистичными деталями и становятся очень правдоподобными. При этом существует опасность того, что человек перестанет чувствовать разницу между некоторыми воспоминаниями о событиях, произошедших в фантазиях, и воспоминаниями о событиях, случившихся в реальном мире. Он может считать реальными события, происходившие только в его воображении. Возможно также, что он начнёт принимать решения, основываясь на этих фальшивых воспоминаниях, и из-за этого он может вести себя неадекватно. В таких случаях терапевту бывает полезно попытаться восстановить реальные факты или события с помощью внешних достоверных источников: документы, люди, которым больной доверяет, научная литература, разговор со свидетелями, фотографии, видеозаписи, построение эксперимента для проверки суждения и т. д.

#### Наркомания, алкоголизм и другие вредные зависимости
В основе терапии должны лежать выявление и проверка мыслей об употреблении психоактивных веществ, изменение связанных с этим убеждений, обучение навыкам отказа от употребления ПАВ и профилактика рецидивов.
Прежде чем корректировать неправильные автоматические мысли человека, страдающего зависимостью, иногда можно сначала попробовать поговорить с пациентом о его долговременных жизненных целях и приоритетах, ведь под них потом подстраиваются все его среднесрочные и краткосрочные цели и мысли.
Обычно базовой жизненной целью любого живого организма является выживание и продолжение рода; все животные получают удовольствие от того, что полезно для их выживания и размножения (еда, питьё, секс, комфортная температура, забота о детёнышах у самки и т. д.), и неудовольствие от того, что этому вредит (боль, голод, холод, жажда). Затем эти чувства от инстинктов переносятся на ассоциированные с ними ситуации и действия. Однако при вредных зависимостях у людей появляется новый, непредусмотренный природой источник удовольствия, поэтому зависимому человеку становятся в меньшей мере нужны природные радости и ассоциированные с ними действия, а главной целью становится получение искусственного наслаждения, в ущерб своему выживанию и потомству. Можно попробовать убедить наркомана, что краткосрочное удовольствие от наркотика в долгосрочной перспективе окажется намного меньшим, чем сумма неприятных чувств из-за потери денег, семьи, друзей, здоровья, неуважения общества, бездомности и пр. Одновременно следует предложить пациенту попробовать возвратить себе обычные источники удовольствия: заработать деньги, создать семью, родить детей, купить жильё, поправить здоровье и т. д.
Необходимо убедить наркомана, что достижение правильных целей возможно при его желании, и что это избавит его от депрессий и мучений при возвращении в реальность, улучшит качество его жизни, поднимет самооценку, возвысит в глазах окружающих, — то есть надолго улучшит его настроение естественным способом, в результате чего ему не потребуются наркотики, чтобы чувствовать себя нормально в течение дня.
Зачастую терапевты рисуют для пациента «карту целей» на бумаге, начиная с самых базовых и эволюционных (выживание/размножение), потом переходят к примитивным и инстинктивным (еда, питьё, комфортная температура, избегание боли, секс, материнский инстинкт), а затем постепенно переходят от них к сложным суммарным ассоциациям (здоровье, жильё, деньги, друзья-помощники, работа, семья, уважение общества, образование, карьера, власть, слава). Кроме того, можно указать на карте, как зависимость вредит этим позитивным целям и уменьшает долговременное удовольствие от жизни. Затем «карту целей» прикрепляют в каком-либо хорошо заметном месте, для мотивации пациента. Этот же метод иногда может помочь избавиться от других вредных зависимостей (алкоголизм, игромания, обжорство, интернет-зависимость и т. п.).

## Факторы эффективности
1. Личность психотерапевта: естественность, эмпатийность, конгруэнтность. Терапевт должен уметь получать обратную связь от пациента. Поскольку когнитивная терапия является довольно директивным (в определённом смысле слова) и структурированным процессом, то в случае, если хороший терапевт чувствует серость и обезличенность терапии («решение задач по формальной логике»), он не боится самораскрытия, не боится использования воображения, притч, метафор и т. п.
2. Правильные психотерапевтические отношения. Учёт автоматических мыслей пациента о психотерапевте и о предлагаемых заданиях. Пример: автоматическая мысль пациента — «Буду делать записи в моём дневнике — через пять дней стану самым счастливым человеком на свете, все проблемы и симптомы исчезнут, я начну жить по-настоящему». Терапевт: «Дневник — это всего лишь отдельное подспорье, мгновенных эффектов не будет; ваши записи в дневнике — мини-эксперименты, дающие вам новую информацию о себе и своих проблемах».
3. Качественное применение методик, неформальный подход к процессу когнитивной терапии. Техники должны применяться согласно конкретной ситуации, формальный подход резко снижает эффективность когнитивной терапии и часто может сформировать новые автоматические мысли или фрустрировать (разочаровать) пациента. Систематичность. Учёт обратной связи.
4. Реальные проблемы — реальные эффекты. Эффективность снижается, если терапевт и пациент занимаются всем, чем угодно, игнорируя реальные проблемы.

## Исследования эффективности
В 1977 году появилась публикация первого исследования результатов когнитивной терапии. С тех пор исследования показали эффективность этого метода психотерапии при лечении депрессии, личностных расстройств, шизофрении, тревожных расстройств (в частности, генерализованного тревожного расстройства, панического расстройства, социофобии), расстройств вследствие употребления психоактивных веществ, расстройств приёма пищи, проблем в отношениях с партнёром. Доказана также эффективность когнитивно-поведенческой терапии, проводимой через Интернет, — в частности, при депрессивных и тревожных расстройствах.

### Когнитивная терапия при депрессии
Эффективность когнитивной терапии при депрессии подтверждена сотнями исследований. В состоянии депрессивных людей, которых лечат этим терапевтическим методом, происходят гораздо более заметные улучшения, чем у тех, кто получает плацебо или не лечится вообще. Примерно у 50—60 % наблюдается полное исчезновение симптомов. Ввиду этого всё больше терапевтов начинают следовать когнитивному подходу.
Исследования показывают равную эффективность когнитивной и интерперсональной психотерапии в сравнении с фармакотерапией. Когнитивно-поведенческая и интерперсональная терапия способны обеспечивать профилактику рецидивов вне острого периода в качестве поддерживающей терапии:200. При применении когнитивной терапии у больных депрессией менее вероятны рецидивы расстройства, чем при применении антидепрессантов, и обнаруживается устойчивость к истощению триптофана, предшественника серотонина.
Опубликованный в 1998 году метаанализ показал преимущества когнитивно-поведенческой терапии перед лечением антидепрессантами: антидепрессивный эффект при применении КПТ был выражен сильнее. В том же метаанализе сравнивался риск рецидива у пациентов после курса когнитивно-поведенческой терапии или терапии антидепрессантами и был сделан вывод, что в среднем только у 29,5 % пациентов, получавших КПТ, имели место рецидивы против 60 % у пациентов, получавших антидепрессанты.
В 2013 году в журнале The Canadian Journal of Psychiatry был опубликован метаанализ исследований, выявленных путём систематического поиска в библиографических базах данных: PubMed, PsycINFO, Embase и Кокрановской библиотеке. Метаанализ охватил 115 исследований и показал, что КПТ является эффективным средством лечения депрессии у взрослых.
В том же году в журнале The Lancet были опубликованы результаты исследования, показавшего, что у пациентов, которым не помогло лечение антидепрессантами, когнитивно-поведенческая терапия, используемая в дополнение к терапии данными препаратами, может уменьшить симптомы депрессии и способствовать улучшению качества жизни.
Систематический обзор систематических обзоров, данные которого опубликованы в BMJ Open в 2017 году, показал, что когнитивно-поведенческая терапия — единственный метод психологического вмешательства, эффективность которого при большом депрессивном расстройстве (БДР) хорошо доказана, и что только КПТ из всех методов психологического вмешательства имеет при БДР сходную с антидепрессантами второго поколения эффективность.
Систематический обзор и метаанализ 57 РКИ, охвативших 10 701 участника, данные которого были опубликованы в 2019 году, обнаружил эффективность когнитивно-поведенческой терапии при лечении депрессии и тревоги в рамках оказания первичной медицинской помощи.
В исследовании S. H. Kennedy с соавторами (2003) продемонстрирована эффективность когнитивно-поведенческой терапии в качестве потенцирующей методики при депрессии (в дополнение к психофармакотерапии), причём КПТ показала бо́льшую эффективность, чем потенцирование параллельно назначенным литием в дозе 600 мг/сут.
Систематический обзор среднего качества показал, что при рекуррентной депрессии в стадии ремиссии такая разновидность когнитивной терапии, как когнитивная терапия, основанная на осознанности, гораздо эффективнее предотвращает рецидивы, чем антидепрессанты.
В ряде исследований изучалось влияние когнитивной терапии на изменение ультраструктуры головного мозга; оценка ультраструктуры мозга осуществлялась до и после когнитивной терапии при помощи эмиссионной томографии. Клинический эффект сопровождался характерными изменениями метаболизма нервных клеток, выявленными благодаря проведению томографии: увеличение активности нейронов в глубоких структурах мозга, особенно в области гиппокампа и зон Бродмана[прояснить], и снижение активности нейронов в задней, срединной и фронтальной долях коры головного мозга. Данные изменения существенно отличаются от изменений, отмечавшихся при лечении антидепрессантами (увеличение концентрации вводимого вещества в префронтальной области и уменьшение метаболизма нейронов в глубоких структурах мозга). Результаты исследования позволяют сделать вывод, что в основе действия когнитивной терапии лежит мало исследованный механизм, отличный от механизма действия антидепрессантов, изучение которого требует дополнительных исследований.
Есть данные, что когнитивно-поведенческая терапия эффективна при лечении депрессии через Интернет в режиме реального времени. Систематический обзор 108 рандомизированных контролируемых испытаний обнаружил большу́ю эффективность этой разновидности когнитивно-поведенческой терапии при лечении депрессии, тревожных расстройств, сильной обеспокоенности своим здоровьем, синдрома раздражённого кишечника, сексуальной дисфункции у женщин, расстройств приёма пищи, употребления каннабиса и патологической склонности к азартным играм. При других психических расстройствах эффект был слабовыраженным или умеренным.
Метаанализ, опубликованный в 2007 году, показал эффективность когнитивно-поведенческой терапии при лечении депрессии и тревоги у детей и подростков. Метаанализ 2014 года обнаружил, что КПТ эффективна у пожилых людей с депрессией и когнитивным дефицитом (однако данные о влиянии её на когнитивный дефицит были менее однозначны, чем о влиянии на депрессивные симптомы у этих пациентов, которое оказалось существенным по результатам этого исследования).

### Когнитивная терапия при психозе
Применение когнитивно-поведенческой терапии при психозах имеет солидную доказательную базу. В частности, метаанализ (Gould и др., 2001) показал эффективность когнитивно-поведенческого лечения психозов, и был сделан вывод, что его следует предлагать как элемент обычного лечения людям, у которых диагностирована шизофрения.
РКИ, проведённое Morrison и др. в 2003 году, продемонстрировало, что когнитивная терапия эффективна при применении её для предотвращения психоза: люди, риск развития у которых психотического расстройства в течение года был оценён как значительный, получавшие когнитивную терапию без медикаментозного лечения, оказались подвержены гораздо меньшему риску развития психоза в течение ближайших 12 месяцев, чем те, кто находились в условиях наблюдения и контроля.
По данным метаанализа, охватившего 12 рандомизированных контролируемых испытаний, применение КПТ у резистентных к фармакотерапии пациентов с психозами приводит к сильному уменьшению продуктивных расстройств.

### Когнитивная терапия при тревожных расстройствах
Существует немало доказательств эффективности когнитивной терапии при тревожных расстройствах. В частности, по данным метаанализа (R. A. Gould, M. W. Otto, 1998 год), при лечении панических атак когнитивно-поведенческая терапия обладала более высоким показателем силы эффекта в сравнении с фармакологическим лечением и комбинированным лечением (психофармакология в сочетании с психотерапией). При использовании когнитивно-поведенческой терапии меньшее количество пациентов прерывало лечение по сравнению с фармакологическим и комбинированным лечением.
Метаанализ (автор K. Mitte, 2005 год) показал, что существенных различий по выраженности терапевтического действия при генерализованном тревожном расстройстве между когнитивно-поведенческой (или поведенческой) терапией и фармакотерапией не было.
Когортное исследование, охватившее 570 пациентов (авторы исследования — E. Hedman, B. Ljótsson и др., 2013 год), обнаружило эффективность при паническом расстройстве КПТ, проводимой через Интернет.

### Когнитивная терапия при бессоннице
Исследования показывают, что когнитивно-поведенческая терапия бессонницы так же эффективна, как и снотворные препараты, при лечении хронической бессонницы или даже более эффективна и что её преимущества сохраняются и после окончания активного лечения. В частности, по данным РКИ, охватившего 3755 участников, когнитивно-поведенческая терапия бессонницы, проводимая через Интернет, эффективна при лечении этого расстройства, а также опосредованно уменьшает связанные с бессонницей психотические симптомы (паранойю, галлюцинации).